# Sofie Krehl
Sofie Krehl, född 22 september 1995 i Rettenberg, är en tysk längdskidåkare. Krehl har fyra medaljer från tyska mästerskap, varav ett guld och tre brons. Hon tävlar för skidklubben SC Oberstdorf.
Krehl kör de flesta discipliner inom längdåkning. Hennes bästa individuella resultat i världscupen är en åttondeplats från en sprinttävling i Ulricehamn 2021.

## Resultat

### Världsmästerskap
Krehl har deltagit i Världsmästerskapen i nordisk skidsport 2017 i Lahtis, Världsmästerskapen i nordisk skidsport 2019 i Seefeld in Tirol och Världsmästerskapen i nordisk skidsport 2021 i Oberstdorf.
| Tävling         | 10 km | Skiathlon | 30 km | Sprint | Stafett | Lagsprint |
| --------------- | ----- | --------- | ----- | ------ | ------- | --------- |
| Lahtis 2017     | —     | 16:e      | —     | 17:e   | —       | —         |
| Seefeld 2019    | —     | 25:e      | —     | 28:e   | —       | —         |
| Oberstdorf 2021 | —     | —         | 22:a  | 23:e   | —       | 9:e       |